# TI Explorer
TI Explorer est la première machine Lisp de la société Texas Instruments. Elle sera distribuée en 1983 conjointement avec LMI à partir de la machine Lisp du laboratoire d'intelligence artificielle du MIT.
La seconde version, appelée « TI Explorer-II  », sera distribuée en 1987 après le rachat d'un brevet logiciel sur LMI Lambda, une technologie abandonnée un an plus tôt par la société LMI pour le développement d'une machine Lisp de deuxième génération.
Une troisième version sortira quelques années plus tard sous le nom « Explorer-III ».